# راسموس غرين
راسموس غرين (بالدنماركية: Rasmus Green)‏ (9 أبريل 1980 بالدنمارك - 12 يونيو 2006 في الدنمارك) هو لاعب كرة قدم دانمركي في مركز الوسط. لعب مع نادي نايستفيد وØlstykke FC ‏ وAkademisk Boldklub ‏.

## وصلات خارجية
- راسموس غرين على موقع قاعدة بيانات كرة القدم.إي يو (الإنجليزية)